# 캠퍼스타운역
캠퍼스타운(연세대학교)역(Campus Town station)은 인천광역시 연수구 송도1동에 위치한 인천 도시철도 1호선의 지하철역이다. 2014년 11월 19일에 대한민국 해양경찰청이 폐지되면서 역명이 환원되었다. 본 역과 동막역 간에는 수로를 횡단하는 구간이 존재하며, 송도1교 좌측부와 병행한다. 2002년 인천도시철도1호선 송도연장선 예비타당성조사 보고서에 따르면, 캠퍼스타운역이 위치한 송도연장선은 본래 전구간 지하, 시점만 지하(1600m) 나머지 고가로 가는 안으로 나뉘어 있었지만, 전 구간 지하로 건설되면서 지하역사로 건설되게 되었다. 본 역의 디자인은 "혁신", "강인한", "기운찬" 의 세 가지 의미를 함축적으로 담아내면서, 관문의 이미지를 투영하였다. 송도국제교 하저터널로 동막역과 연결된다.

## 역사
- 2008년 9월 8일 : 캠퍼스타운역으로 역명 결정[1]
- 2009년 6월 1일 : 인천 도시철도 1호선 송도국제도시 연장선 구간 개통과 함께 영업 개시
- 2013년 9월 3일 : 캠퍼스타운(해양경찰청입구)역으로 역명 변경[2][3]
- 2014년 11월 19일 : 캠퍼스타운역으로 역명 변경

## 역 구조
2면 2선의 상대식 승강장이 있는 지하역이며, 스크린도어가 설치되어 있다. 곡선 승강장이며, 이 역에 승강장에 열차와 승·하차에 발이 빠지지 않도록 넓으며 발빠짐에 주의해야 한다.

### 승강장
| 동막 ↑       |
| \| 상        |
| ↓ 테크노파크 |

| 상행 | ● 인천 도시철도 1호선 | 원인재 · 인천시청 · 부평 · 계양 · 검단호수공원 방면          |
| 하행 | ● 인천 도시철도 1호선 | 테크노파크 · 인천대입구 · 센트럴파크 · 송도달빛축제공원 방면 |

## 역 주변
- 1번 출구 - 새아침공원 입구 방면
- 2번 출구 - 롯데캐슬캠퍼스타운 오피스텔 - 상가
- 3번 출구 - 한진해모로아파트 114동, 현대아이파크 109동
- 4번 출구 - 한진해모로아파트 정문 / 101동, 115, 성지리벨루스아파트 상가 방면

- 박문여자고등학교
- 연세대학교 국제캠퍼스
- 인천신송초등학교
- 새아침공원
- 송도한진해모로아파트
- 송도현대아이파크아파트
- 송도성지리벨루스아파트
- 송도풍림아이원4단지아파트
- 송도금호어울림아파트
- 송도 롯데캐슬캠퍼스타운
- 송도아메리칸타운아이파크
- 송도해모로월드뷰
- 송도롯데캐슬
- 송원초등학교
- 신송중학교
- 신송고등학교
- 해돋이공원
- 해돋이 도서관
- 해찬솔공원

## 이용객 변동
2009년 자료는 개통일인 2009년 6월 1일부터 12월 31일까지인 214일 기준으로 환산한 것이다.
| 노선      | 노선   | 일평균 인원수 (명/일) | 일평균 인원수 (명/일) | 일평균 인원수 (명/일) | 일평균 인원수 (명/일) | 일평균 인원수 (명/일) | 일평균 인원수 (명/일) | 일평균 인원수 (명/일) | 일평균 인원수 (명/일) | 일평균 인원수 (명/일) | 일평균 인원수 (명/일) | 각주  |
| 노선      | 노선   | 2003년                | 2004년                | 2005년                | 2006년                | 2007년                | 2008년                | 2009년                | 2010년                | 2011년                | 2012년                | 각주  |
| --------- | ------ | --------------------- | --------------------- | --------------------- | --------------------- | --------------------- | --------------------- | --------------------- | --------------------- | --------------------- | --------------------- | ----- |
| 인천1호선 | 승차   | 미개통                | 미개통                | 미개통                | 미개통                | 미개통                | 미개통                | 2,225                 | 2,567                 | 3,052                 | 3,143                 | [ 4 ] |
| 인천1호선 | 하차   | 미개통                | 미개통                | 미개통                | 미개통                | 미개통                | 미개통                | 2,180                 | 2,547                 | 3,076                 | 3,115                 | [ 4 ] |
| 인천1호선 | 승하차 | 미개통                | 미개통                | 미개통                | 미개통                | 미개통                | 미개통                | 4,405                 | 5,113                 | 6,127                 | 6,259                 | [ 4 ] |
| 노선      | 노선   | 2013년                | 2014년                | 2015년                | 2016년                | 2017년                |                       |                       |                       |                       |                       | [ 4 ] |
| 인천1호선 | 승차   | 3,926                 | 4,451                 | 4,533                 | 5,160                 | 5,697                 |                       |                       |                       |                       |                       | [ 4 ] |
| 인천1호선 | 하차   | 3,822                 | 4,299                 | 4,337                 | 4,948                 | 5,564                 |                       |                       |                       |                       |                       | [ 4 ] |
| 인천1호선 | 승하차 | 7,749                 | 8,750                 | 8,870                 | 10,018                | 11,261                |                       |                       |                       |                       |                       | [ 4 ] |

## 인접한 역
| 인천 도시철도 1호선         | 인천 도시철도 1호선   | 인천 도시철도 1호선                   |
| --------------------------- | --------------------- | ------------------------------------- |
| I132 동막 검단호수공원 방면 | ● 인천 도시철도 1호선 | I134 테크노파크 송도달빛축제공원 방면 |

## 사진

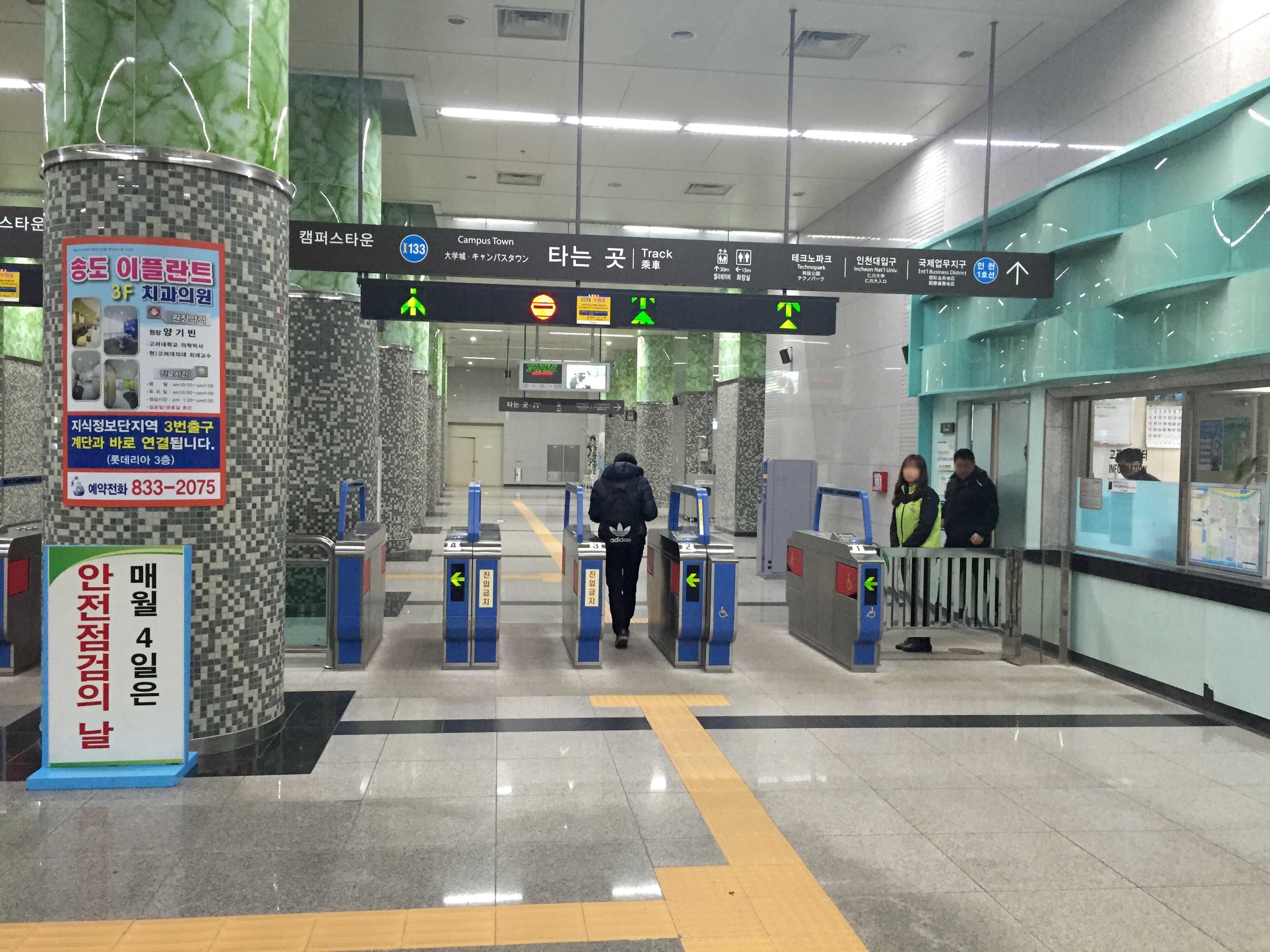
개찰구
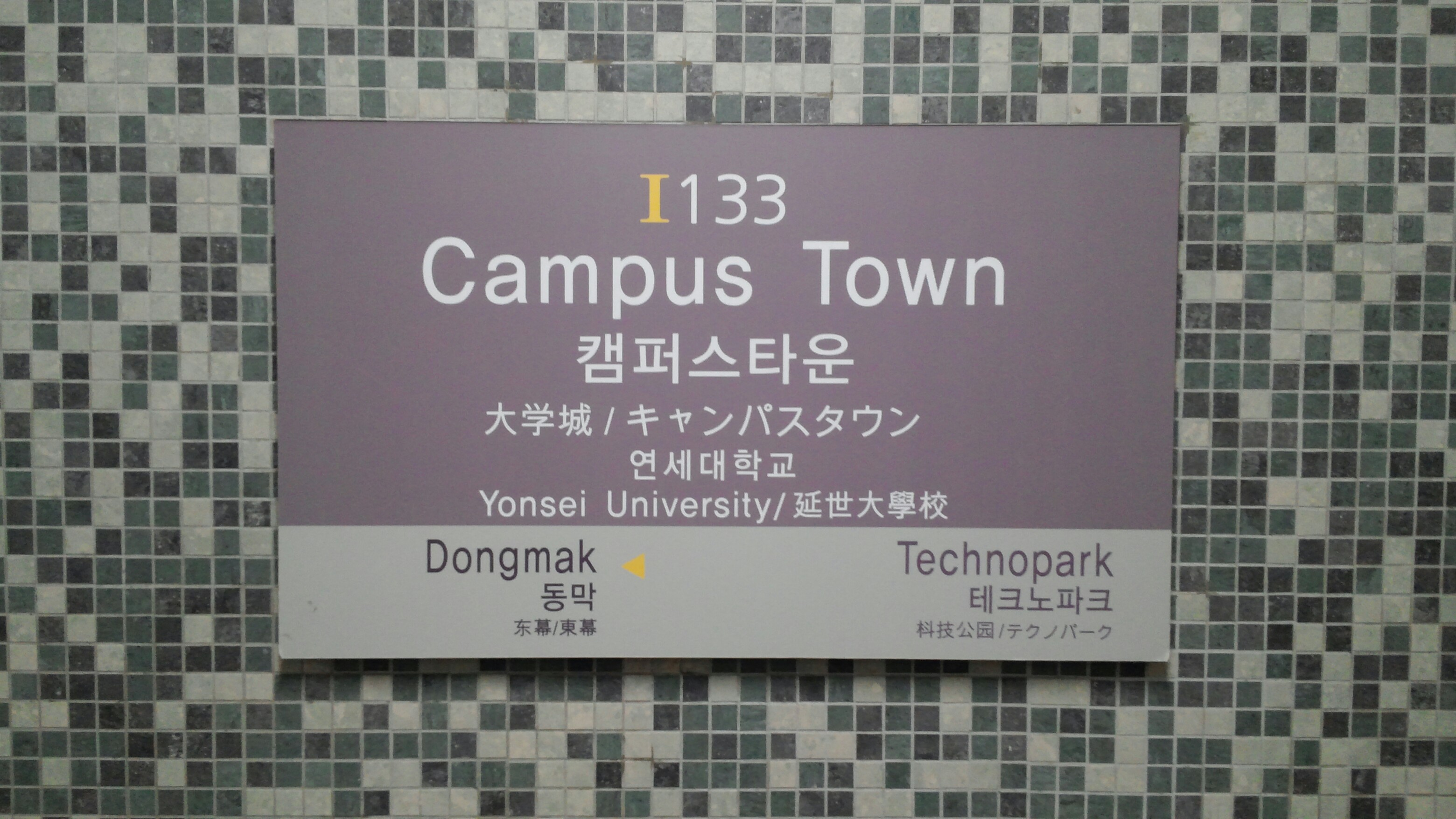
역명판 (2013년 9월)
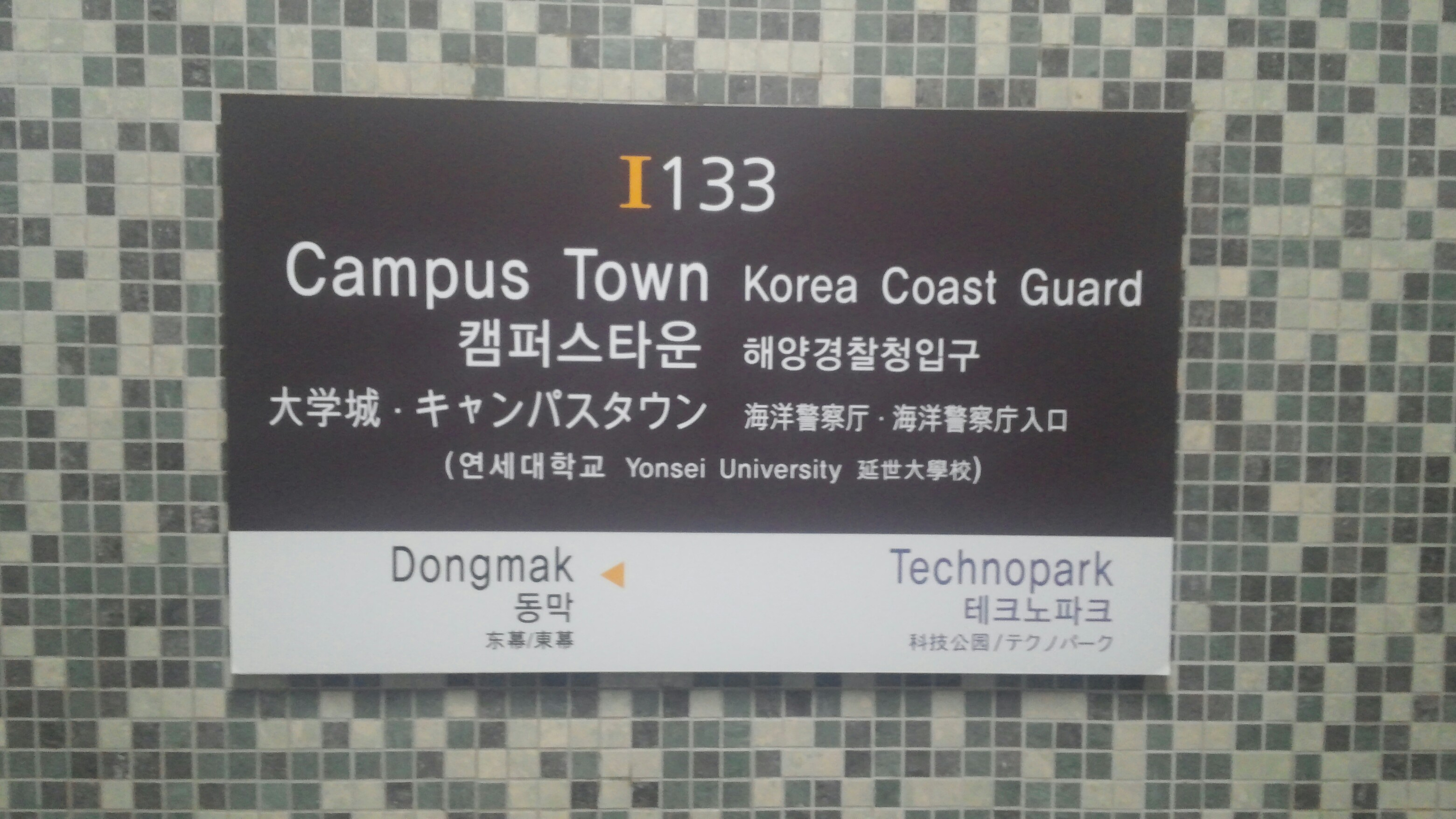
역명판 (2013년 11월)
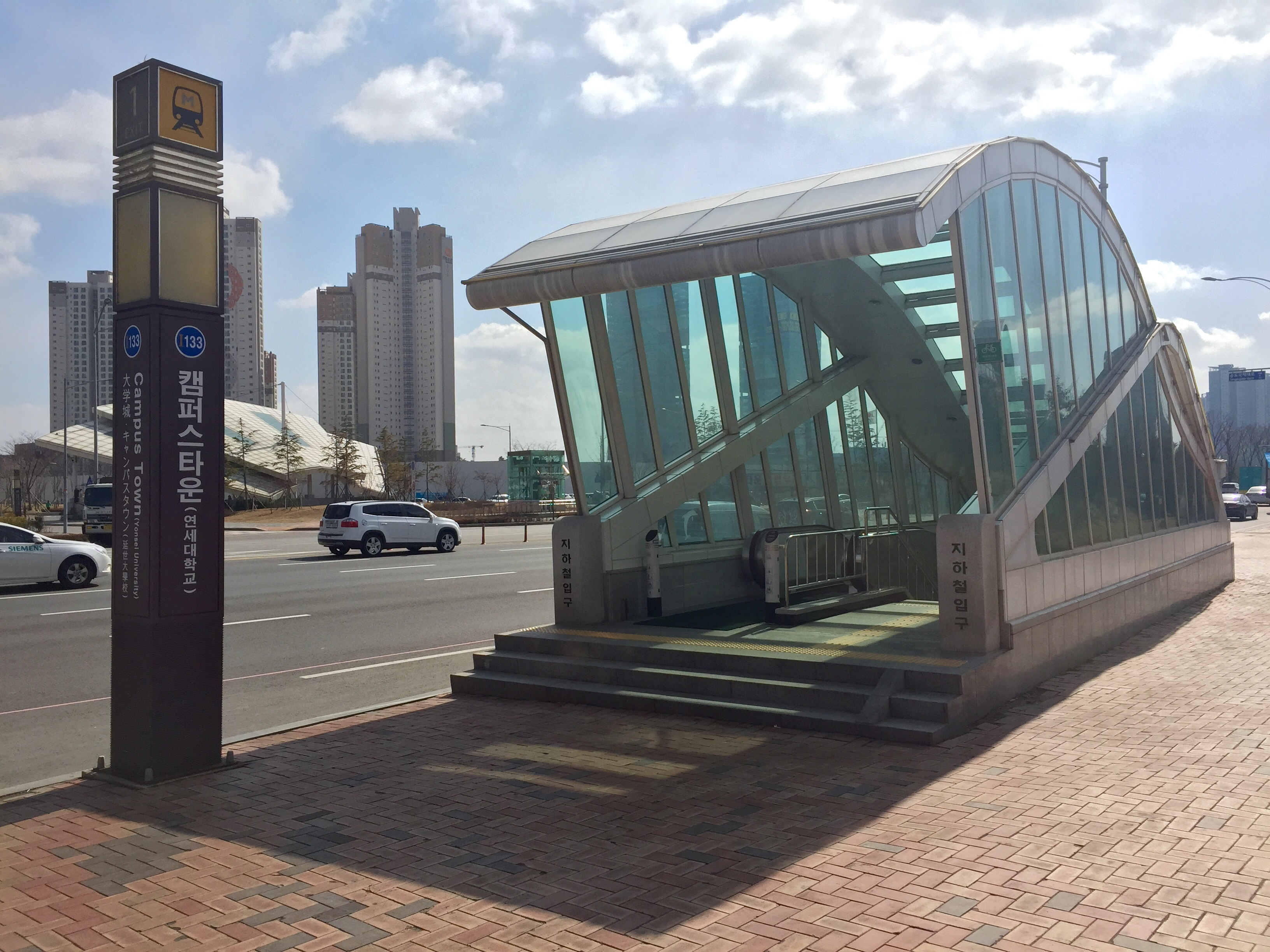
1번 출입구
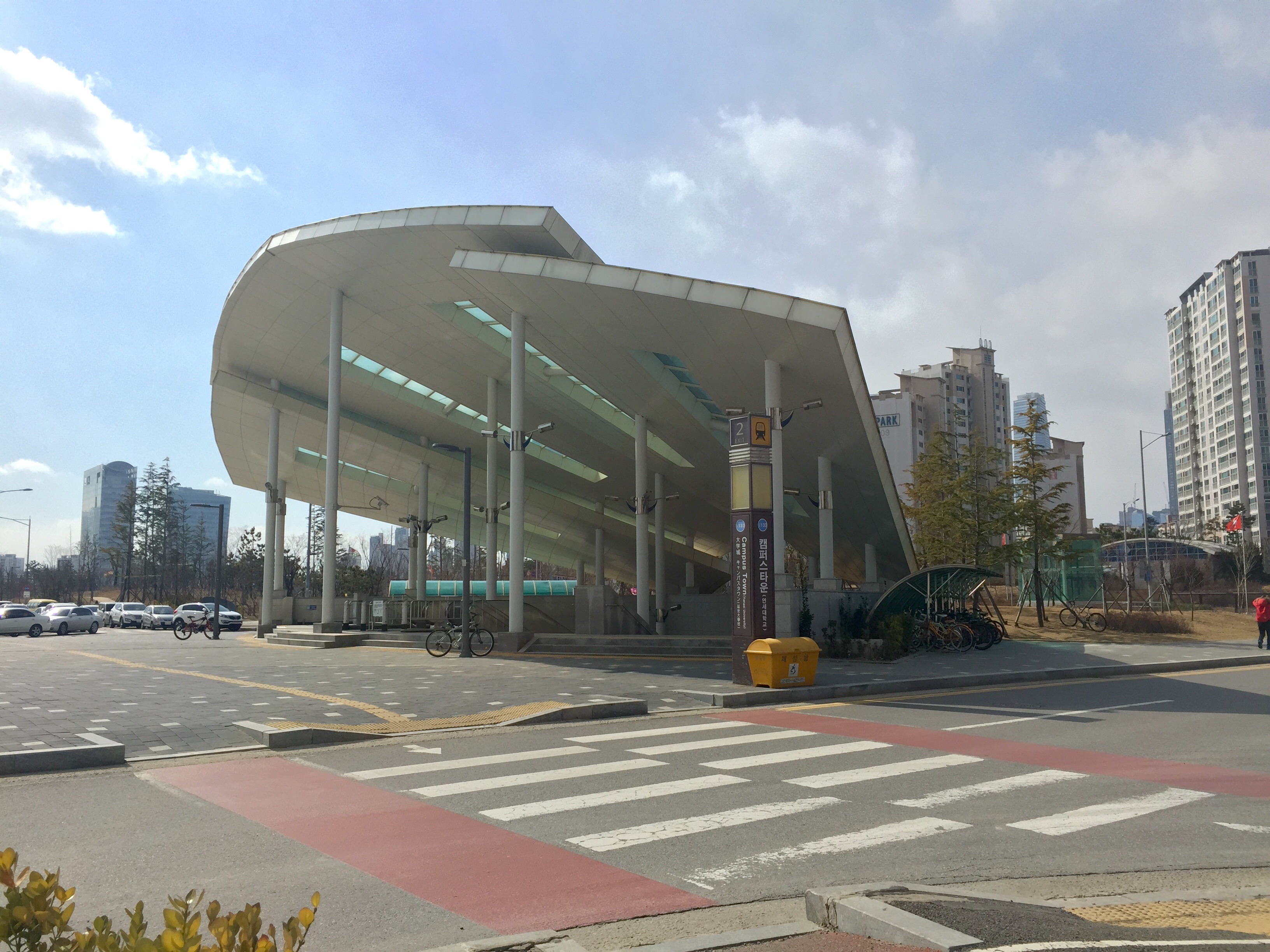
2번 출입구
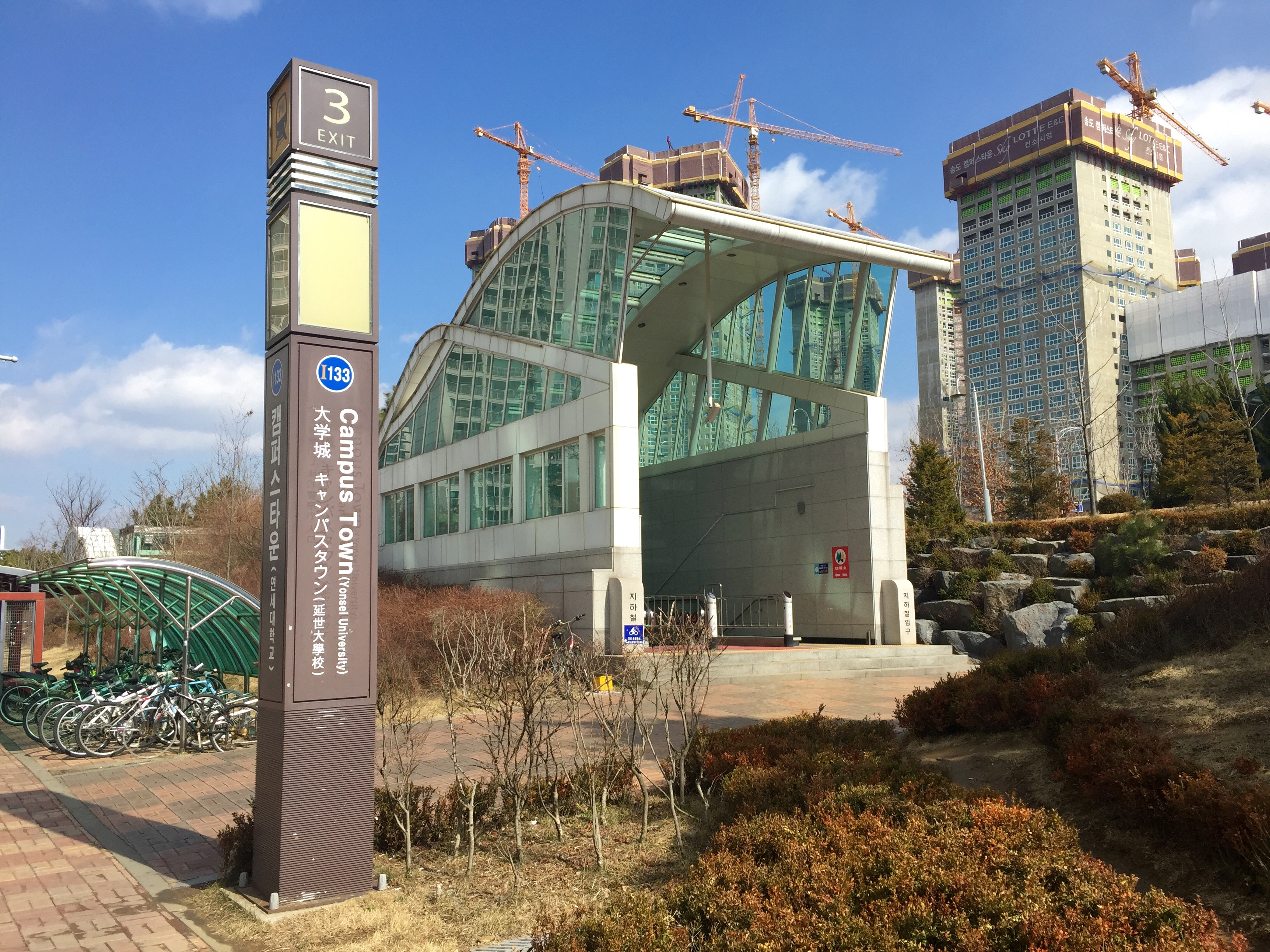
3번 출입구
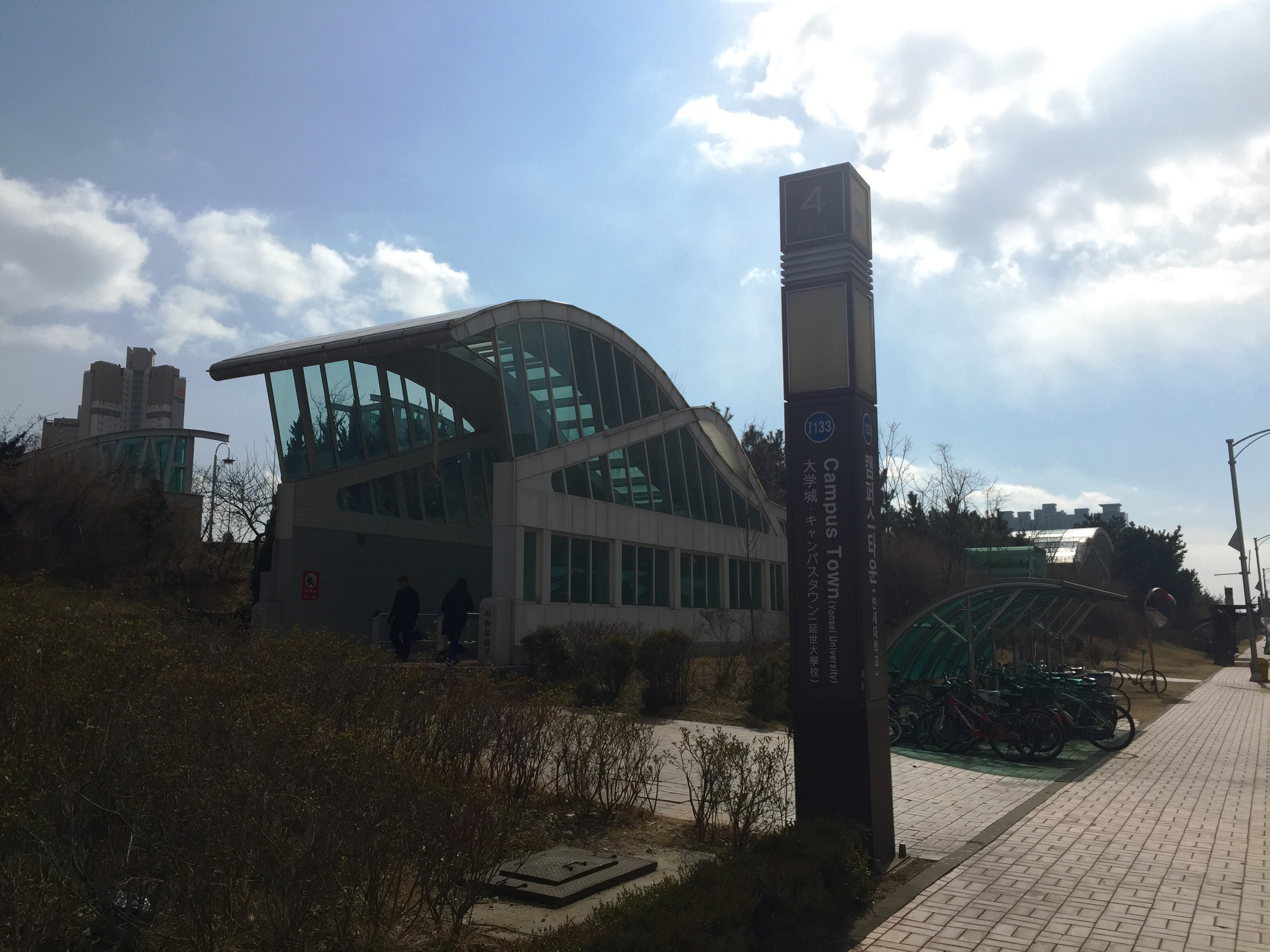
4번 출입구